# Gotobun no Hanayome
Gotobun no Hanayome este un manga scris de Negi Haruba și publicat de Kodansha în Weekly Shōnen Magazine din august 2017 până în februarie 2020, cu capitolele sale colectate în paisprezece volume tankōbon. Serialul urmărește viața unui elev de liceu Futaro Uesugi, care este angajat ca învățător pentru cinci surori gemene: Ichika, Nino, Miku, Yotsuba și Itsuki Nakano. La începutul poveștii, se arată că evenimentele sunt povestite într-un flashback, în ce timp Futaro se pregătește pentru nunta sa cu una dintre surorile Nakano a cărui identitate este dezvăluită abia aproape de sfârșitul istoriei. Serialul a fost un suces; până în decembrie 2022, serialul avea peste 20 de milioane de tankobon în circulație. În 2019, serialul a câștigat premiul pentru categoria shōnen la cea de-a 43-a ediție anuală a premiilor Kodansha Manga.

## Rezumat
Elevul de liceu Futaro Uesugi este un elev talentat din punct de vedere academic care duce o viață dificilă - mama lui a murit, nu are prieteni și tatăl său are o multe datorii. O oportunitate se prezintă atunci când bogata familie Nakano se mută la școala sa. Futaro este angajat ca învățător foarte bine plătit.
Cu toate acestea, spre consternarea lui Futaro, el descoperă că cele cinci eleve ale sale nu au deloc interes să studieze și au note groaznice. Unele dintre surori sunt împotriva lui Futaro, pe care îl consideră un străin, în apartamentul lor, dar voia harnică a lui Futaro le convinge treptat pe acele fete să-l accepte și să-și îmbunătățească notele.
De-a lungul serialului, Futaro are relații speciale cu fiecare dintre surori. Printr-un flashforward, se dezvăluie că el se căsătorește cu una dintre surori, dar adevărata identitate este dezvăluită abia aproape de sfârșit.

## Producție
Schița pentru o poveste despre „un grup de gemene care se îndrăgostesc de același băiat” a existat chiar înainte de serializarea lucrării a lui Haruba, Karma of Purgatory (2014–2015), dar a fost respinsă de redactor. Un an mai târziu, când Karma of Purgatory se termina, Haruba a prezentat diverse idei editorului, iar conceptul de „Gotoubun no Hanayome” a fost aceptat. Acest lucru nu a fost lipsit de anumite rezerve, deoarece a fost privit negativ în două sau trei dintre comitetele de serializare, așa că s-a decis să fie publicată mai întâi un manga one-shot. Preocupările menționate au fost în cele din urmă nefondate, deoarece one-shot-ul a primit recenzi pozitive și, prin urmare, a fost aprobat să devină un serial.
Haruba a terminat de desenat ultimul capitol pe 10 februarie 2020.

### Personaje
De la început, ideea inițială a fost că protagoniștii să fie gemene și, deși au existat sugestii pentru ideea de cinci și șase gemene, aceasta a fost respinsă foarte repede. Când a proiectat fiecare dintre gemene, El a fost inspirat de 15 până la 20 dintre personajele sale feminine existente preferate, deoarece „unele felii de viață funcționează doar cu fetele”. Deoarece personajele erau cinci surori, Haruba dorea o modalitate de a le face memorabile pentru cititor (similar cu modul în care culoarea a fost folosită în Super Sentai cu Ichika (galben), Nino (negru), Miku (albastru), Yotsuba (verde) și Itsuki. (roșu), și exact când designul era aproape confirmat, a avut ideea de a adăuga numere în numele lor.
Culoarea părului este diferită atunci când sunt colorate, cea ce a fost sugerat de însuși Haruba, astfel încât să se distingă mai mult unul de celălalt. Culoarea părului miresei din flashforward este, prin urmare, o culoare intermediară.

### Istorie
Flashforward-ul care arată că Futaro se va căsători cu una dintre Nakano a fost adăugat pentru a elimina posibilitatea ca Futaro să se căsătorească cu toate cei cinci. De asemenea, s-a decis ca toate surorile să aibă sentimente negative față de Futaro încă de la început, deoarece Haruba a vrut să scrie cum relațiile lor s-au îmbunătățit de la ură la iubire, cu excepția lui Yotsuba, nu-l urăște pe Futaro.
Deși este adesea norma ca manga de comedie romantică harem să aibă reprezentări sexuale ale personajelor, Haruba a spus că a încercat să evite acest lucru într-o oarecare măsură după Volumul 1. În opinia sa, arătarea chiloților care sunt purtati, adică panchira, face personajele mai puțin misterioase și apoi mai puțin interesante pentru cititori. Pentru a menține personajele interesante, scenele sexy au fost intenționate de el să fie ambigue, dar nu directe, conducând la imaginația cititorilor. Aspectul costumului de baie ale surorilor a fost dezvăluit în sfârșit în capitolul 92, deoarece Haruba credea că ar trebui să existe un episod de costume de baie înainte de a termina povestea.